# 梅爾羅斯 (堪薩斯州)
梅爾羅斯為美國堪薩斯州切羅基縣尼歐肖鎮區的非建制地區，海拔高度271（889英尺）。社區內擁有一間教堂：梅爾羅斯衛理公會教堂（Melrose United Methodist Church）。

## 歷史
此社區的郵政局於1877年1月5日開設，期間持續營運直到1905年11月30日停止。